# Trefo
Trefo Galați este o companie din sectorul metalurgic din România care produce cuie, diverse tipuri de sârmă, oțel rotund calibrat, oțel beton și diverse tipuri de lanțuri.
A fost fondată în 1955 sub denumirea de „Întreprinderea de Sârmă, Cuie și Lanțuri (ISCL) Galați”.
Titlurile societății sunt tranzacționate la categoria de bază a pieței Rasdaq, la secțiunea de negociere extrabursieră, sub simbolul TREF.
Acționarul majoritar al companiei este Ukrom Intertrade SRL, care deține 96,93% din pachetul de acțiuni.
Cifra de afaceri:
- 2007: 85 milioane lei[1]
- 2006: 67,1 milioane lei[1]

Venit net:
- 2007: 6,6 milioane lei (1,8 milioane euro)[1]
- 2006: 0,3 milioane lei[1]